# Taichi Kikuchi
Taichi Kikuchi (japanisch 菊地 泰智 Kikuchi Taichi; * 7. Mai 1999 in der Präfektur Saitama) ist ein japanischer Fußballspieler.

## Karriere
Taichi Kikuchi erlernte das Fußballspielen in der Jugendmannschaft der Urawa Red Diamonds, der Schulmannschaft der Ryutsu Keizai University Kashiwa High School sowie in der Universitätsmannschaft der Ryūtsū-Keizai-Universität. 2018 spielte er zweimal für den Ryutsu Keizai University FC in der Regionalliga. Seinen ersten Vertrag unterschrieb er am 1. Februar 2022 bei Sagan Tosu. Der Verein aus Tosu, einer Stadt in der Präfektur Saga auf der Insel Kyūshū, spielte in der ersten japanischen Liga, der J1 League. Sein Erstligadebüt gab Taichi Kikuchi am 19. Februar 2022 (1. Spieltag) im Auswärtsspiel gegen Sanfrecce Hiroshima. Hier stand er in der Startelf und wurde in der 68. Minute gegen Yoshihiro Nakano ausgewechselt. Das Spiel endete 0:0. Nach insgesamt 70 Ligaspielen wechselte er im Juli 2024 zum ebenfalls in der ersten Liga spielenden Nagoya Grampus. Am 2. November 2024 stand er mit Nagoya im Finale des J. League Cup. Das Finale gegen Albirex Niigata gewann man im Elfmeterschießen.

## Erfolge
Nagoya Grampus
- Japanischer Ligapokalsieger: 2024